# مریم سلطانی
مریم سلطانی (زاده ۲۳ بهمن ۱۳۵۳) هنرپیشه سینما، تلویزیون و  آرایشگر اهل ایران است.

## فیلم‌شناسی

### سینمایی
- زهره ترک سال (۱۳۹۰)
- بچگیتو فراموش نکن (۱۳۹۰)
- قلاده‌های طلا (۱۳۹۰)
- اخراجی‌ها ۳ (۱۳۸۹)
- عاشقی با اعمال شاقه (۱۳۸۹)
- دختر شاه پریون (۱۳۸۹)
- هفت دقیقه تا پاییز (١٣٨٨)
- حلقه‌های ازدواج (۱۳۸۸)
- ورود زنده‌ها ممنوع (۱۳۸۸)
- آقای هفت رنگ (۱۳۸۷)
- آناهیتا (۱۳۸۷)
- زن‌ها فرشته‌اند (۱۳۸۶)
- سربلند (۱۳۸۵)
- انتظار (۱۳۷۹)

## مجموعه تلویزیونی
| سال  | عنوان مجموعه     | کارگردان                          | شبکه پخش کننده / تعداد قسمت‌ها |
| ---- | ---------------- | --------------------------------- | ----------------------------- |
| ۱۳۷۹ | جوان امروز       | یوسف سیدمهدوی                     | شبکه ۳ ۲۶ قسمت                |
| ۱۳۸۲ | یکی مثل من       | محسن شاه محمدی                    | شبکه ۱ ۳۰ قسمت رمضان ۱۳۸۲     |
| ۱۳۸۲ | کلانتر           | محسن شاه محمدی                    | شبکه ۱ ۱۳ قسمت                |
| ۱۳۸۳ | عشق گمشده        | حسین سهیلی زاده                   | شبکه ۳ ۱۸ قسمت                |
| ۱۳۸۳ | شبی از شب‌ها      | رضا کریمی                         | شبکه ۳ ۲۶ قسمت                |
| ۱۳۸۴ | اکسیژن           | مهدی مظلومی                       | شبکه ۵ ۳۰ قسمت                |
| ۱۳۸۴ | قلب              | مسعود تکاور                       | شبکه ۵ ۹ قسمت                 |
| ۱۳۸۴ | کلانتر ۲         | محسن شاه محمدی                    | شبکه ۱ ۱۷ قسمت                |
| ۱۳۸۵ | تا صبح           | مجید جوانمرد، محمد علی باشه آهنگر | شبکه ۵ ۲۹ قسمت                |
| ۱۳۸۵ | به خاطر من       | اکبر منصور فلاح                   | شبکه ۲ ۱۳ قسمت رمضان ۱۳۸۵     |
| ۱۳۸۶ | روزگار قریب      | کیانوش عیاری                      | شبکه ۳ ۳۶ قسمت                |
| ۱۳۸۶ | بی گناهان        | احمد امینی                        | شبکه ۳ ۲۴ قسمت                |
| ۱۳۸۷ | خط شکن           | مسعود تکاور                       | شبکه ۵ ۲۲ قسمت                |
| ۱۳۸۷ | سه در چهار       | مجید صالحی                        | شبکه ۱ ۲۶ قسمت                |
| ۱۳۸۸ | کلانتر ۳         | محسن شاه محمدی                    | شبکه ۱ ۳۰ قسمت                |
| ۱۳۸۸ | رستگاران         | سیروس مقدم                        | شبکه ۳ ۵۲ قسمت                |
| ۱۳۸۹ | مختارنامه        | داوود میرباقری                    | شبکه ۱ ۴۰ قسمت                |
| ۱۳۸۹ | دارا و ندار      | مسعود ده نمکی                     | شبکه ۵ ۱۴ قسمت                |
| ۱۳۹۰ | پنجره            | قدرت‌الله صلح میرزایی              | شبکه ۵ ۳۲ قسمت                |
| ۱۳۹۱ | دختری به نام آهو | قدرت‌الله صلح میرزایی              | شبکه ۵ ۱۴ قسمت                |
| ۱۳۹۲ | ماتادور          | فرهاد نجفی                        | شبکه ۱ ۱۲ قسمت                |
| ۱۳۹۳ | دولت مخفی        | عبدالحسن برزیده، راما قویدل       | شبکه ۲ ۳۲ قسمت                |
| ۱۳۹۶ | ۸۷ متر           | کیانوش عیاری                      | شبکه ۱ ۴۱ قسمت                |
| ١٣٩٩ | با خانمان        | برزو نیک نژاد                     | شبکه ٣                        |
| ۱۴۰۱ | ارثیه پدری       | میلاد بنایی و مهدی نقویان         | شبکه آیو ۵۵ قسمت              |